# Kostel svatého Vojtěcha (Staré Město)
Kostel svatého Vojtěcha na Starém Městě v Praze je zaniklý barokní kostel.

## Dějiny
Kostel sv. Vojtěcha stával u Prašné brány na místě dnešního Obecního domu. 
Pozemek se zpustlým starým dvorem krále Václava IV. a branou zakoupil roku 1641 arcibiskup a kardinál Arnošt Harrach od Polyxeny Lobkovicové za 15.428 kop grošů, dal budovu adaptovat a zřídil v ní seminář Bernardinum se školou bohosloví a filozofie. Kostel měl být zřízen pro potřeby tohoto semináře. Byl postaven patrně v letech 1694–1697 v rámci rekonstrukce arcibiskupského semináře, který zde byl zřízen v roce 1636 v domech středověkého „králova dvora“. Architektem kostela byl Jan Baptista Mathey. Kostel měl tři oltáře: hlavní oltář z roku 1705, s obrazem Smrt sv. Vojtěcha, který namaloval Michael Leopold Willmann, dále oltáře sv. Augustina a Ambrože, dva obrazy sv. Jana Evangelisty a sv. Jana Nepomuckého od Jana Kryštofa Lišky., Roku 1705 byl kostel vysvěcen.
Roku 1861 byl interiér obnoven a sloužil jako vojenský kostel.
V letech 1902–1903 byly budovy bývalého semináře včetně kostela zbořeny.